# René Mayer
René Mayer (Párizs, 1895. május 4. – Párizs, 1972. december 13.) francia jogász, politikus, a Negyedik Francia Köztársaság 13. miniszterelnöke.

## Pályafutása
Gazdag, nagypolgári zsidó családban született, anyja révén a Rothschild fivérek unokatestvére. Apai nagyapja az askenázi rítusú zsinagóga rabbija volt Párizsban. Mayer filozófiából és jogból szerzett diplomát 1913-ban, és párhuzamosan a Párizsi Politikai Tanulmányok Intézetének elődjében is folytatott tanulmányokat.
Tüzér alhadnagyi rangban a fronton harcolta végig az első világháborút. 1918 tavaszán megsebesült, és oktató tisztként szerelt le a háború végén. A második Clemenceau-kormány kereskedelmi miniszterének, Étienne Clémentelnek a kabinetjében kezdte politikai pályafutását 1916-ben. 1920-ban a Francia Államtanács könyvvizsgálója lett, a pályázók felvételi vizsgáján a második helyen végzett. Nyolc év után elhagyta az államigazgatást, és a Banque Rothschild igazgatói tanácsának lett tagja. 
1939-ben visszatért a közigazgatásba, a hadügyminisztérium Londonba küldte, ahol a francia fegyvervásárlást irányította. 1940-ben visszatért Franciaországba, Lyonban és Montpellier-ben élt. 1943-ban sikerült Barcelonán keresztül Algírba szöknie Henri Giraud katonatiszthez, aki a Nemzeti Felszabadító Bizottság titkári teendőit bízta rá. 1944 szeptemberében az ideiglenes kormány közmunkaügyi és közlekedési minisztere Párizsban. 1946 és 1955 között Konsztantin parlamenti képviselője volt, és Francia Algéria telepeseinek érdekeit védte. 
1947 novemberében Robert Schumann első kormányában pénzügyminiszter, második kormányában nemzetvédelmi miniszter. 1949. október 29. és 1951. augusztus 11. között igazságügyi miniszter Georges Bidault második, Henri Queuille második, René Pleven első, végül Queuille harmadik kormányában. 1951–52-ben nemzetgazdasági és pénzügyminiszter René Pleven második kormányában. 
1952. december 18-án Franciaországot képviselte az Európai Szén- és Acélközösség közgyűlésén. 
1953. január 8-án kormányt alakított, amely június 28-án megbukott a gaullisták pénzügyekkel kapcsolatos vétója miatt. Ezt követően Európa ügyeivel és saját üzleti karrierjével foglalkozott. 1955-ben Jean Monnet-t követte az Európai Szén- és Acélközösség Főhatóságának elnöki székében. Tisztségét 1958-ig töltötte be. 

## Kapcsolódó szócikk
- Franciaország miniszterelnökeinek listája